# Fidena eriomera
Fidena eriomera är en tvåvingeart som först beskrevs av Macquart 1838.  Fidena eriomera ingår i släktet Fidena och familjen bromsar. Inga underarter finns listade i Catalogue of Life.